# Parc Natural Pedra do Segredo
El Parc Natural Municipal Pedra do Segredo (en portuguès: Parque Natural Municipal Pedra do Segredo) es troba a la localitat de Caçapava do Sul (Rio Grande do Sul, Brasil). Fou creat l'any 1999 i té una extensió de 4,8157 ha.
Se situa a l'extrem sud del país, a 1.700 km de Brasília, la capital del país; a 270 km a l'oest de Porto Alegre, capital de l'estat i a 7 km de Caçapava do Sul, terme municipal al qual pertany. El municipi va ser reconegut com la capital gaúcha de la geodiversitat.
El Parc està dintre de la Serra do Segredo, que destaca per turons escarpats i arrodonits, formats fa 550 milions d'anys. No s'ha de confondre amb la Pedra do Segredo, un roc molt visitat en el municipi de Cambará do Sul, a la Serra Geral.

## Geografia
El parc es troba a la meseta (escut) sul-riograndense, que també rep el nom de Serralada del Sud-est. El terreny és ondulat, amb valls, planes i turons rocosos. L'altitud se situa entre 100 i 450 metres sobre el nivell del mar. El bioma present al parc és el de pampa, que s'estén per Rio Grande do Sul, Uruguai i Argentina. Les formacions rocoses són sedimentàries, de gres i conglomerat, que presenten geometria lenticular.
Destaca per la presència de diversos inselbergs, sent el major d'ells la Pedra do Segredo (pedra del secret), que dona nom al parc. També destaquen les Pedras do Leão, da Abelha, do Índio, do Sorvete e do ET.
Els boscos de la zona abunden en lauràcies, Luehea, Parapiptadenia, Peltophorum, Lithraea, Hippomaninae, Adenostemma, Elephantopus, Syagrus romanzoffiana i cirerers de caiena.. Dalt dels turons, es poden trobar espècies de plantes i arbustos d'escassa expansió, com alguna espècie de petúnia i pavònia.
Presenta gran diversitat de fauna, podent trobar espècies com el mazama bru, opòssum cuagruixut, Dasyprocta azarae, guineu menjacrancs, Liolaemus, Pseudis minuta, Chironius, rivúlids, aligot de sabana, guan camanegre o Chrysomus, sense que cap d'elles pugui considerar-se endèmica del parc.
El clima és subtropical d'interior. Rep pluja durant tot l'any, sent l'època més seca la que va de març a agost (tardor i hivern de l'hemisferi sud). L'estiu és xafugós, amb temperatures mitjanes properes als 30 °C durant el dia, mentre que l'hivern és fresc, amb mínimes per sota dels 10 °C.

## La Pedra do Segredo

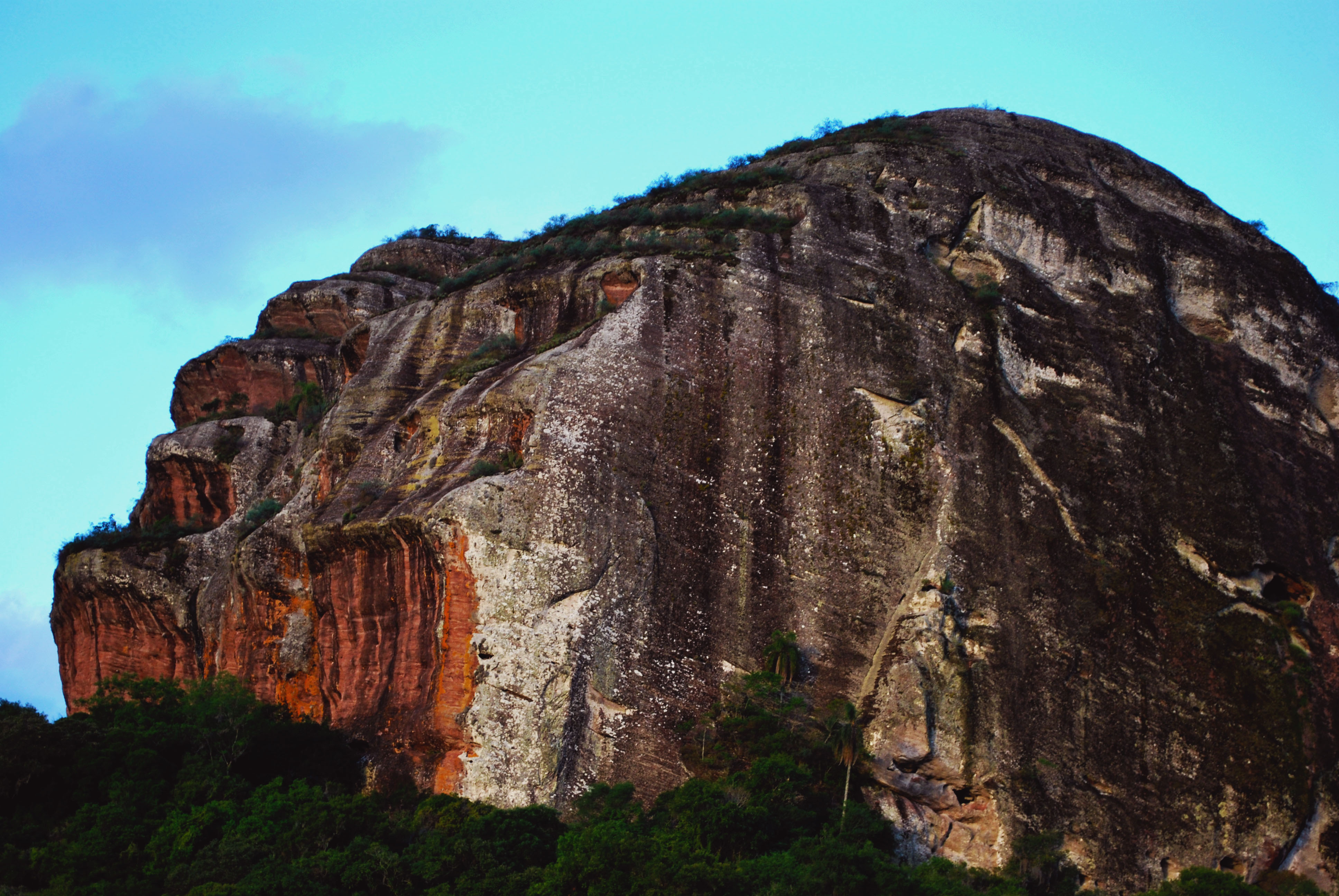
Detall de la Pedra do Segredo.

La muntanya més important del parc és la Pedra do Segredo, amb una alçada de 450 metres. S'hi accedeix per una senda d'uns 4 km des de l'entrada del parc, travessant la vegetació abundant i salvant un parell de rierols. Un cop a la base del turó, l'ascens salva un desnivell pronunciat, amb escales i cordes. L'última etapa, per coronar la Pedra i arribar a la Cabeça do Gorila, està reservada a escaladors experimentats.
Les tres coves principals que es troben a la Pedra són:
- La Caverna da Escuridão (caverna de la foscor), on només poden entrar espeleòlegs acreditats. Per poder visitar-la, s'ha d'arrossegar per un estret túnel de 60 m de llargada, equipat amb frontal i cordes, fins a arribar a una cova, on les llegendes expliquen que hi havia antics tresors dels missioners jesuïtes.
- El Salão das Estalactites (saló de les estalactites), una cova oberta i molt ampla, que servia d'aixopluc els dies de pluja.
- La Caverna Percival Antunes, anomenada així en honor al seu descobridor. És un forat a la part alta del turó, amb unes increíbles vistes a la vall.

## Activitats de lleure
El preu d'accés al parc és de R$ 10 per persona. L'horari d'obertura és de 8:30 a 18:00 h. Tot i que el parc té una dimensió reduïda, es poden realitzar múltiples activitats:

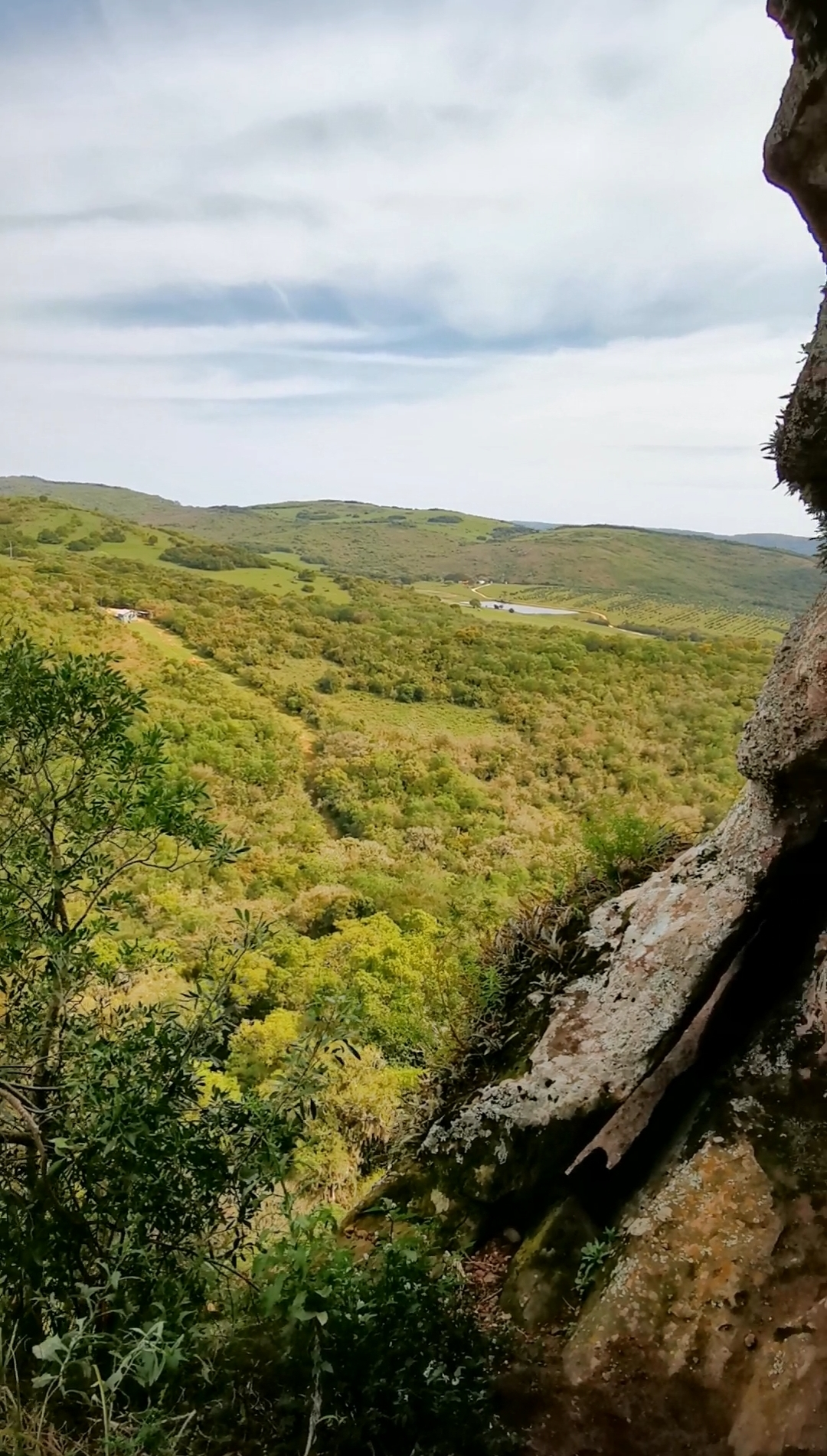
Vista del Parc des de la cova Percival Antunes.

- Acampada: Dins del parc està permesa l'acampada. A més, a un quilòmetre de l'entrada del Parc es troba el càmping Galpão de Pedra, amb servei de bar, barbacoes i piscina.[15]
- Senderisme: el Parc es pot recórrer a peu per senders ben senyalitzats. Les rutes més conegudes són: Trilha da Lua, Trilha do Sol i Trilha das Grutas.[13]
- Espeleologia: els turons presenten diverses coves i obertures, on s'hi poden observar estructures sedimentàries com estalactites o estalagmites.[16]
- Escalada: els inselbergs formen parets verticals idònies per a l'escalada. S'hi troben en el parc una vintena de vies d'escalada, algunes d'elles d'alta complexitat (nivells 8 i 9, segons el sistema brasiler de graduació de les vies) i també es pot practicar el ràpel.[17][18] Al cim dels inselbergs es poden observar espècies de plantes poc comunes, com cactus, Aechmea i Baccharis.[19]
- Observació d'ocells: el parc és un lloc ideal per la observació de diferents tipus d'aus, visibles tant des dels prats com des dels mirants dalt dels turons.[20]
- Observació de cactus: el cactus és una planta característica del bioma de pampa. La reducció del seu hàbitat i el seu ús en interiorisme han fet minvar la seva població. Al Parc Pedra do Segredo se'n troben fins a 65 espècies diferents.[21]
- Geoturisme: es tracta d'una activitat recent, on un guia encapçala una ruta, explicant diferents aspectes sobre la formació geològica del terreny que s'està visitant. El parc presenta gran diversitat d'elements i estructures creades en diferents eres.[22][23]
- Astronomia i ufologia: Els mirants del parc permeten, en les nits més clares, la contemplació a ull viu d'estels i altres cossos celestes, així com la cerca d'ovnis.[24]

## Amenaces
Entre les diverses amenaces que afecten al Parc, destaquen la caça furtiva, els garimpeiros, la desforestació per activitats agropecuàries, els incendis i l'arribada d'espècies invasores, com l'eucaliptus. La presència humana també altera la vida al parc, per vandalisme, deixalles no recollides o, fins i tot, atropellaments d'animals.
El Parc està avaluant la possibilitat d'esdevenir una Unitat Protegida de Conservació. En aquest sentit, el novembre de 2019, Caçapava do Sul va acollir la XX Trobada d'Unitats de Conservació.

## Geoparc Caçapava

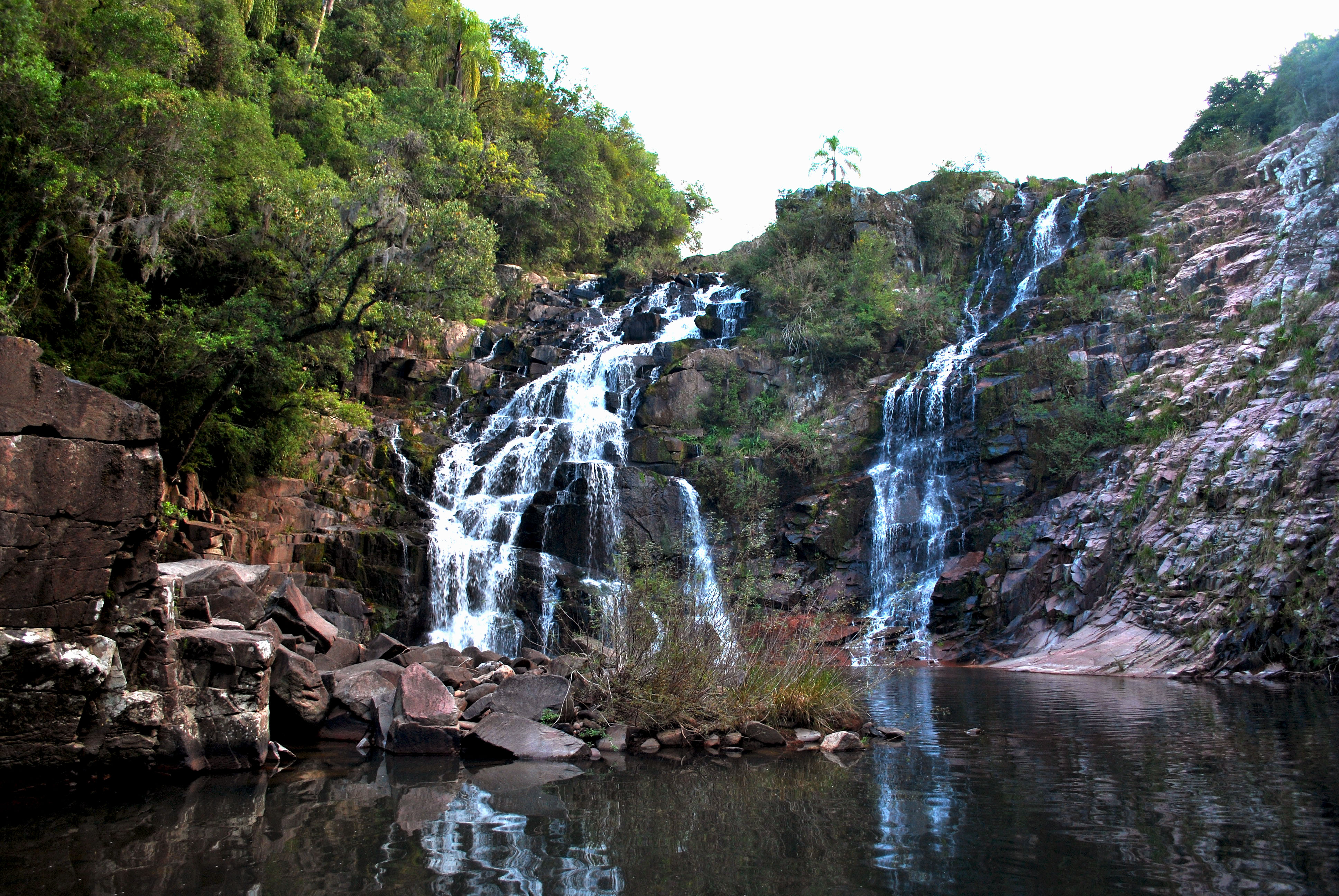
Cascada Salso.

L'any 2018 va sorgir un ambiciós projecte a mitjà termini, coordinat per la Universitat Federal de Santa Maria, la Universitat Federal Pampa i l'Ajuntament de Caçapava do Sul, per catalogar la regió de Caçapava com un geoparc i incloure'l en la Xarxa Global de Geoparcs de la Unesco.
En l'àrea que es vol catalogar com un geoparc es pot visitar, a més del Parc Pedra do Segredo, la cascada de Salso, la gruta da Varzinha, les mines de Camaquã, la reserva Fonte do Conselheiro, la serra de les Guaritas o les grutes de la Toca das Carretas.
En cas de concretar-se la designació com a geoparc per part de la Unesco, l'alcaldia de Caçapava do Sul preveu un increment substancial en l'arribada de turistes i, conseqüentment, un creixement de l'economia a la localitat i en tota la regió.